# El Negro del 'Narciso'
El Negro del 'Narciso': una historia del mar (1897) es una novela escrita por Joseph Conrad. Debido a su calidad comparada con sus primeras publicaciones, varios críticos la han descrito como el comienzo del periodo intermedio (y más importante) de Conrad.  Otros la consideran simplemente como el mejor trabajo de su periodo tempranero.  El académico John G. Peters dijo lo siguiente en 2006:

La desafortunadamente titulada El Negro del 'Narciso' (publicada en Estados Unidos bajo el nombre de Los niños del Mar en su primera edición) es el mejor trabajo de su periodo inicial.  De hecho, si no fuera por el título del libro, sería sin duda leída con mucha más frecuencia de lo que actualmente es.  En algún momento fue uno de los libros más leídos de Conrad.  En parte por su brevedad, en parte por sus cualidades de aventura, y en parte por sus cualidades literarias, la novela solía atraer una buena cantidad de atención.

La novela es vista como una alegoría sobre el aislamiento y la solidaridad, la tripulación del barco sirviendo como un microcosmos de un grupo social.  Conrad parece sugerir que las simpatías humanitarias son, en el fondo, sentimientos egoístas y que una sensibilidad exacerbada hacia el sufrimiento puede ser perjudicial para administrar una sociedad.
En Estados Unidos, la novela fue publicada inicialmente bajo el título de Los Niños del Mar, bajo la insistencia del publicador, Dodd, Mead and Company, quienes mantenían que nadie compraría o leería un libro con la palabra nigger en el título, pero no por ser ofensiva, sino porque un libro acerca de un hombre negro no se vendería bien.

## Trama
El personaje que da título a la obra, James Wait, es un marinero negro de las Indias Occidentales que aborda el barco mercante llamado 'Narciso' ('Narcissus' en el original) en su trayecto de regreso de Bombay a Londres.  Al principio del viaje, Wait cae enfermo de tuberculosis y es incapaz de cumplir sus deberes como miembro de la tripulación, lo que genera una reacción ambivalente entre el grupo de marineros, pues algunos sienten resentimiento por tener que cubrir sus tareas mientras que otros son movidos por sentimientos humanitarios que hacen que sea visitado todas las noches en el camarote que le asignaron para cuidar su enfermedad.  
A mitad del viaje, el barco queda a punto de zozobrar debido a una fuerte tempestad que hace que se pierdan la mayoría de víveres y el equipaje de los marineros.  James Wait queda atrapado en su camarote y es rescatado heroicamente por un grupo de cinco miembros de la tripulación.  Mientras tanto, Donkin, un antiguo criminal y un personaje decididamente irritante, acusa al capitán Alistoun de haber puesto en riesgo la vida de los marineros al no tomar la decisión de cortar el mástil en medio de la tormenta.  Cuando más adelante el capitán confronta a Wait por haberse dado cuenta de que en realidad está fingiendo su enfermedad, Donkin inicia un motín que es neutralizado rápidamente por el capitán y su segundo tripulante.  El viejo Singleton, el marinero más antiguo en servicio a bordo del barco, predice que Wait morirá una vez sea avistada tierra y que soplarán vientos favorables una vez su cadáver sea tirado al mar, algo que efectivamente ocurre poco después de avistar la isla de Flores.   La novela concluye con la llegada de la nave a Londres y el pago de los honorarios a toda la tripulación.  La historia es narrada por un marinero anónimo a bordo del 'Narciso'.